# Wałęsizm

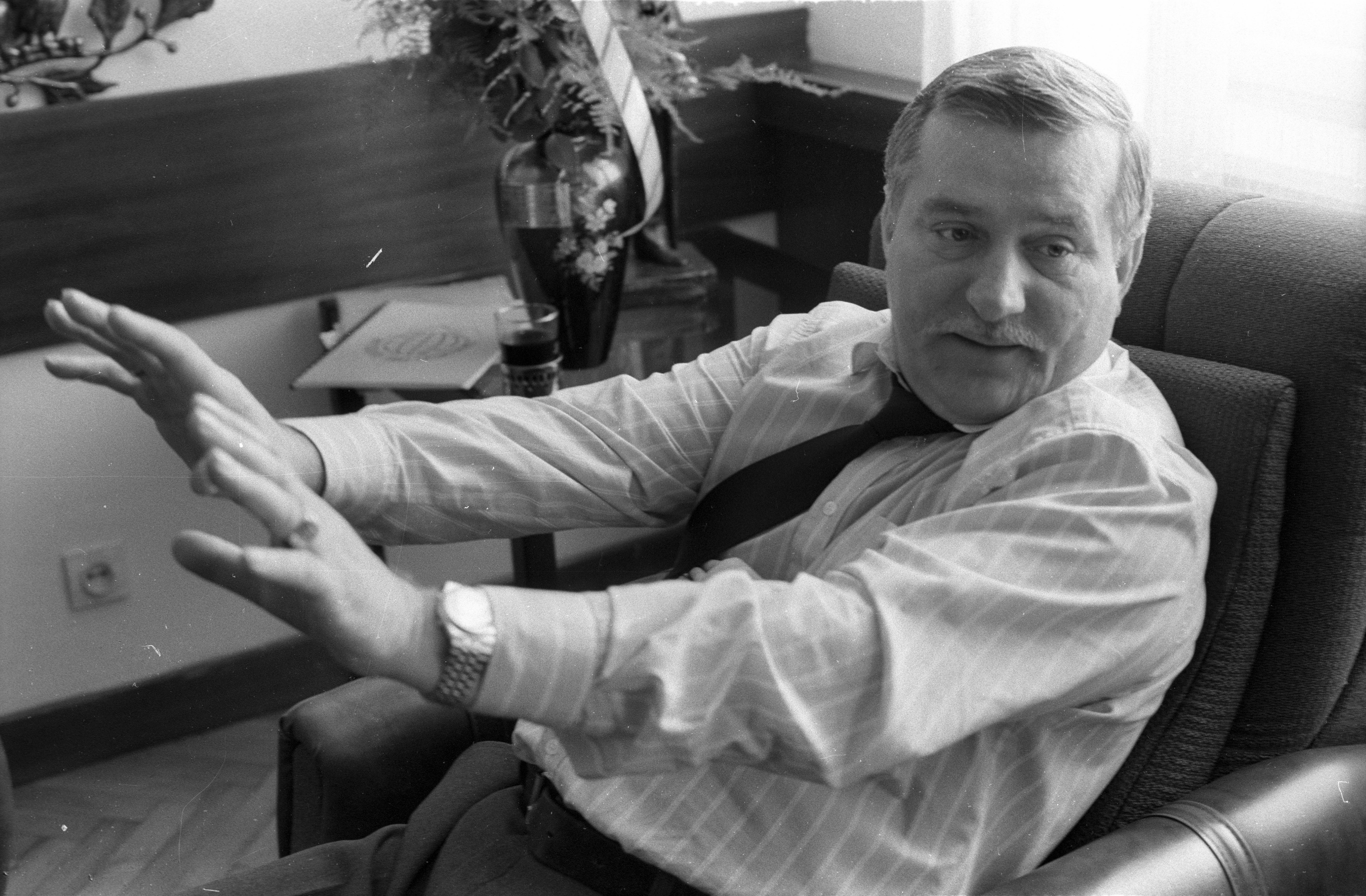
Lech Wałęsa (1990)

Wałęsizmy lub wałęsaliki – specyficzne powiedzenia i zwroty językowe pochodzące z publicznych wypowiedzi Lecha Wałęsy lub jemu przypisywane. Wiele z nich przeniknęło na dłużej do języka polskiego i współczesnej polskiej kultury.

## Charakterystyka
Wałęsizmy zazwyczaj zapadają w pamięć przez formę zbliżoną do gier słownych – często mają charakter oksymoronów (wyrażeń wewnętrznie sprzecznych) bądź nawiązują do innych form językowych (np. przysłów). Jerzy Bralczyk, odnosząc się do słów Lecha Wałęsy, określił ten sposób ekspresji słownej następująco:

Jest językowym optymistą, wierzy, że słowa będą znaczyły to, co on chce. Jego specjalność to antonimy […] początkowo było to bardzo ożywcze, wyzwalało z nowomowy politycznej. Ale potem się przejadło.

J. Bralczyk mówił także:

Najczęściej zarzuca się Wałęsie niejasność wynikającą z niekonsekwencji i sprzeczności. Jest ich w istocie sporo, choć czasami mają charakter zamierzonych paradoksów – typowo konwersacyjnych, takich jak „tak, to znaczy nie”, „słuchałem i nie słuchałem” lub retorycznych, jak „zrobię porządek, czyli burzę”.

Drugą przyczyną ich popularności jest niewątpliwie fakt, iż Lech Wałęsa jest postacią publiczną, która odegrała istotną rolę w czasie przełomowym dla państwa i narodu polskiego. Stąd z jego osobą i czynami wiąże się dla Polaków duży ładunek emocjonalny. Nadmierne stosowanie tego typu sposobu wysławiania się, bywa wymieniane jako jedna z przyczyn nieomal całkowitej klęski wyborczej Lecha Wałęsy w wyborach prezydenckich z 2000 – wynikało to nie tyle ze znużenia i niechęci społeczeństwa (były prezydent mówił tak zasadniczo od początku swojej kariery politycznej), ale z faktu, iż metafory, porównania i słowne żarty zastępowały w coraz większym stopniu istotne treści lub argumenty, których w jego publicznych wystąpieniach zaczynało brakować.
Niektóre wypowiedzi Lecha Wałęsy zajmowały kilkukrotnie miejsca w plebiscycie „Srebrne Usta” organizowanym od 1992 przez Program Trzeci Polskiego Radia. W 1992 zajęły I miejsce, w 1993 – III miejsce, a w 1996 – II miejsce.

## Znane wałęsizmy
- Jestem za, a nawet przeciw[4]
- Odpowiem wymijająco wprost[4]
- Zdrowie wasze w gardła nasze![1] – wypowiedziany w czasie transmisji telewizyjnej ze sztabu wyborczego, po uzyskaniu informacji, że według prognoz Lech Wałęsa wygrał wybory prezydenckie w 1990. Trawestacja popularnego polskiego toastu: „Zdrowie twoje w gardło moje!”; za ten cytat Lech Wałęsa otrzymał w 1992 Srebrne Usta[6]
- Nie chcem, ale muszem![1] – za ten cytat Lech Wałęsa otrzymał w 1992 Srebrne Usta[6]
- Dodatnie i ujemne plusy[4]
- Dobrze się stało, że źle się stało[5]
- Moja ilość trochę psuje moją jakość[1]
- Ja już nie szukam pieniędzy za książki, bo te całkowicie udupiłem w sprawach społecznych… – przejęzyczenie; zamiast: utopiłem; dzięki temu cytatowi Lech Wałęsa zajął w 1996 2. miejsce w plebiscycie Srebrne Usta[6]
- Nie można mieć pretensji do Słońca, że kręci się wokół Ziemi[1] – między innymi dzięki temu cytatowi Lech Wałęsa zajął w 1993 zajął 2. miejsce w plebiscycie Srebrne Usta (Wałęsa nagrodę otrzymał Za całokształt, w tym: „Nie można mieć pretensji do Słońca, że się kręci wokół Ziemi.”)[6]
- To pan w niedzielę wszedł tu jak do obory i ani be, ani me, ani kukuryku[7] – wypowiedziany w czasie drugiej telewizyjnej debaty prezydenckiej z 1995 pod adresem kontrkandydata Aleksandra Kwaśniewskiego, krytykujący jego zachowanie w studio przed debatą
- Tonący brzytwy, chwyta się byle czego![1]
- Dokonałem zwrotu o 360 stopni[8]
- Miała być demokracja, a tu każdy wygaduje, co chce![8]
- Będę jeździł z siekierą po kraju i ciął złodziei[5][9]

## Użycie wałęsizmów
Wiele wałęsizmów przeniknęło na stałe do języka polskiego i polskiej kultury. Wiele wypowiedzi Lecha Wałęsy stało się tytułami filmów, audycji lub piosenek; Plusy dodatnie, plusy ujemne to tytuł filmu dokumentalnego Grzegorza Brauna, programu publicystycznego (Plusy dodatnie, plusy ujemne) nadawanego na kanale Tele5 i audycji radiowej (Plusy dodatnie, plusy ujemne) Rafała Ziemkiewicza; Za, a nawet przeciw to tytuł audycji w radiowej Trójce, którą od 2002 do 2020 prowadził Kuba Strzyczkowski; zaś Ani be, ani me, ani kukuryku to tytuł piosenki Bohdana Smolenia.